# 焦硫酰氟氯
焦硫酰氟氯是一种无机化合物，化学式为S
2O
5ClF，它是焦硫酸的酰卤之一。

## 合成
焦硫酰氟氯可由氟磺酸和三聚氯氰迅速加热反应得到：
6HSO
3F + (CNCl)
3  →  3S
2O
5ClF + (HNCO)
3 + 3HF